# Eudora (fabricante del dispositivo)
La empresa EUDORA (también Eudora) es un fabricante austriaco de electrodomésticos con sede en Viena.

## Historia
La empresa fue fundada en 1935 por Karl Steininger en Viena. En 1947 se presentó la primera lavadora con tina de madera, diseñada por el fundador de la empresa. En 1951 salió al mercado la primera lavadora de tambor con tambor de lavado parcialmente calentado, lo que supuso un hito en la época. En ese momento, 20 empleados producían dos máquinas por semana, debido al creciente éxito, la participación de producción interna ya era del 80% en el año del tratado estatal en 1955. En 1958, el único modelo producido se convirtió para usar detergente fosfatado, los tambores y contenedores ahora estaban hechos de acero al cromo-níquel en lugar de chapa galvanizada.
A mediados de los años 60 se presentó la primera máquina totalmente automática, que se convirtió en un éxito de ventas por sus reducidas dimensiones exteriores y la entonces desconocida capacidad de 3 kg. Luego, un ciclo de lavado tomó 72 minutos. Debido al gran éxito, la producción de lavavajillas se inició en 1967. Los productos Eudora, apreciados por su calidad, también se exportaron a partir de 1971 bajo la marca Eumenia. En 1973, se presentó la lavadora de tambor más pequeña del mundo en ese momento, la GOLDKIND. También había modelos más grandes llamados SPARMEISTER, Super de Luxe 4 o 38 Super.
El SUPERNOVA presentado en 1988, diseñado por Ferdinand Alexander Porsche, marcó tendencia. Debido a sus dimensiones compactas y al diseño entonces contemporáneo, la SUPERNOVA se convirtió en la lavadora más vendida en Austria en cuatro meses. En 1989, BABYNOVA, con unas medidas de 46 x 46 x 67 cm (ancho x profundidad x alto), se presentó una vez más como la lavadora de tambor más pequeña del mundo hasta la fecha.
La vida útil garantizada por el fabricante de 20 años (corresponde a unas 10.000 horas de funcionamiento), que también lograron muchos dispositivos, fue especialmente famosa. Por ejemplo, en 2011 todavía estaba en uso una EUDORA Junior de Luxe construida en 1965. La empresa publicitaba con el lema "Calidad para toda la vida". En el mejor de los casos, EUDORA generó ventas anuales de hasta 700 millones de chelines.
En la década de 1990, las cifras de exportación cayeron continuamente y EUDORA también tuvo que luchar con competidores cada vez más baratos. En 1997, el importador general suizo Kenwood-Schmupf AG se convirtió en socio de la empresa.[6] Hasta el ejercicio 2000/01 era posible generar un resultado positivo. Sin embargo, en el mismo año, la fábrica en Gunskirchen, Alta Austria, tuvo que cerrarse. EUDORA estaba ahora en números rojos. Finalmente, la empresa tuvo que declararse en quiebra en 2003 con pasivos de 5,6 millones de euros, y fracasó la venta de las acciones de la empresa suiza.[6] Un total de 166 empleados se vieron afectados por la insolvencia, y en ese momento se consideró poco probable que continuara la producción de electrodomésticos.
La empresa pudo continuar. A través de una cooperación con el fabricante sueco de electrodomésticos ASKO, también se incluyeron en la gama lavadoras con una capacidad de 8 kg y se comercializaron bajo el nombre SPARMEISTER. Hoy en día, la empresa solo produce los modelos BABYNOVA 380, BABYNOVA 385 y EURONOVA 355, cada uno con una capacidad de 3 kg. Lavadoras y secadoras con una capacidad de 6 a 25 kg están disponibles para negocios comerciales. La empresa está ubicada en el distrito 13 de Viena, Hietzing.

## Enlaces web
- página de inicio de la empresa

- Datos: Q111494644
- Multimedia: Eudora (company) / Q111494644